# 부산광역시립박물관
부산광역시립박물관(釜山廣域市立博物館, Busan Museum)은 부산광역시에 있는 공립박물관이다. 고고·미술·민속·역사·인류학 영역에 속하는 자료를 수집·보관·진열·연구하여 일반관람인에게 공개하고, 이에 관한 조사·연구·계몽·선전에 관한 사무를 분장하는 미키ㅣ킼
보할 수 있다.

## 설치 근거 및 소관 사무

### 설치 근거
- 「부산광역시 행정기구 설치 조례」 제34조제1항[2]

### 소관 사무
- 고고·민속·인류학 영역에 속하는 자료의 발굴 및 보관·진열과 이에 따른 조사·연구에 관한 사항
- 미술과 공예에 관한 자료의 수집·보관·진열과 이에 따른 조사·연구에 관한 사항
- 복천박물관·정관박물관·근대역사관·임시수도기념관·동삼동패총전시관 및 부산시민공원역사관의 관리·운영에 관한 사항
- 기타 부산광역시립박물관 운영에 관한 사항

## 연혁
- 1977년 9월 30일: 부산시립박물관 설치.[3]
- 1982년 1월 1일: 부산직할시립박물관으로 개편.[4]
- 1992년 3월 2일: 가마전시관 개관.
- 1999년 1월 1일: 부산광역시립박물관으로 개편.[5]
- 2002년 4월 24일: 동삼동패총전시관 개관.
- 2002년 5월 3일: 청사 신축.
- 2014년 1월 21일: 동래관 개관.

## 전시
동래관
- 구석기시대부터 고려시대까지 부산지역의 역사와 문화를 소개.

부산관
- 조선실: 동래부의 위상·임진왜란·통신사·왜관 등 부산을 중심으로 펼쳐진 역사를 주제별로 나누어서 소개.
- 근대실: 일본에 의하여 강제 개항한 후 일본의 식민지 하에서도 민족의 자존을 지키면서 신문명을 받아들여 근대화로 나아가는 과정에서 중추적 역할을 담당한 부산을 조명.
- 현대실: 광복 이후 6·25전쟁을 거쳐 대한민국 재건의 중심적인 역할을 담당한 부산의 모습을 소개.
- 미술실: 부산박물관 소장 유물 중 한국 미술의 예술성과 역사성을 가장 잘 보여주는 유물들을 관람 가능.

야외전시
- 동래남문비, 척화비, 약조제찰비, 사처석교비 등 지정문화재를 비롯한 40여 점의 석조물이 전시.

문화체험관
- 다도체험, 전통복식체험, 탁본체험, 유물퍼즐 맞추기를 할 수 있는 공간.

## 조직

### 관장
- 관리팀[6]

학예연구실
- 유물관리팀[7]
- 전시운영팀[7]
- 교육홍보팀[7]
- 문화재조사팀[7]

### 하부기관
- 복천박물관
- 정관박물관
- 부산근대역사관
- 임시수도기념관
- 동삼동패총전시관
- 부산시민공원역사관